# Alexandre Movilă
Alexandre Movilă (en romanès Alexandru Movilă) fou un Voivoda (Príncep) de Moldàvia entre els anys 1615 i 1616.

## Biografia
Segon fill de Ieremia Movilă i de la seva esposa Elisabet Csomortany de Losoncz prengué el control del tron de Moldàvia amb el suport de Polònia desplaçant del mateix a Esteve Tomşa II que havia destronat el seu germà Constantin Movilă.
Els otomans davant d'això van decidir envair Moldàvia i Alexandre va ser derrotat per les tropes otomanes el 2 d'agost de 1616 essent destronat i enviat juntament amb el seu germà Bogdan Movilă a Istanbul on van ser reeducats i obligats a convertir-se a l'islam passant a servir al Sultà.
La seva mare, Elisabet Csomortany de Losoncz que havia marxat al capdavant dels exèrcits moldaus va ser feta presonera i donada a un Agà com a concubina, essent tancada a l'harem d'aquest fins a la seva mort vers l'any 1620.